# پیجین
نیم‌زبان، زبان آمیخته یا پیجین (به انگلیسی: pidgin) نوعی زبان ساده‌شده‌است که به‌عنوان یک وسیلهٔ ارتباطی در میان دو یا چند گروه که دارای زبان مشترک نیستند، ایجاد می‌شود. این زبان بیشتر در مناطقی که بازرگانی در آنها رواج دارد و نیز در مناطق مستعمره کاربرد دارد.
معمولاً واژگان و دستور زبان آن. محدود هستند و اغلب از چندین زبان بدست می‌آیند. معمولاً در موقعیت‌هایی مانند بازرگانی یا جایی که هر دو گروه به زبان‌هایی متفاوت از زبان کشوری که در آن زندگی می‌کنند صحبت می‌کنند (اما جایی که هیچ زبان مشترکی بین گروه‌ها وجود ندارد) استفاده می‌شود. زبان شناسان معمولاً پیجین‌ها را زبان کامل نمی‌دانند.
اساساً، پیجین وسیله ای ساده شده برای ارتباط زبانی است، زیرا به صورت فی البداهه، یا بر پایه قرارداد، میان افراد یا گروه‌هایی از مردم ساخته می‌شود. پیجین زبان مادری هیچ جامعه گفتاری نیست، بلکه به عنوان زبان دوم یاد گرفته می‌شود.
یک پیجین ممکن است از واژگان، صداها یا زبان بدن از بسیاری از زبان‌ها و همچنین نام‌آوا ساخته شود. از آنجایی که واژگان هر پیجین به واژگان اصلی محدود می‌شود، واژگانی که تنها یک معنای ویژه در زبان واژگان دارند ممکن است معنای کاملاً نویی(یا اضافی) در پیجین پیدا کنند.
پیجین‌ها از دید تاریخی به‌عنوان شکلی از گویش عامیانه، نسخه‌های ساده‌سازی‌شده واژگان‌هایشان در نظر گرفته می‌شوند، و بدین سان معمولاً نسبت به دیگر زبان‌ها ارج پایینی دارند. با این حال، همه اشکال ساده یا "غیرپیچیده" یک زبان پیجین نیستند. هر پیجین هنجارهای استفاده خود را دارد که باید برای مهارت در پیجین آموخت. 
یک پیجین با کریول، که زبان مادری یک جامعه گفتاری متشکل از گویشوران بومی است که در یک نقطه از یک پیجین برخاسته است، متفاوت است. برخلاف پیجین‌ها، کریول‌ها واژگان و دستور زبان الگو را به طور کامل توسعه داده‌اند. بیشتر زبان شناسان بر این باورند که کریول از طریق فرآیند بومی سازی یک پیجین رشد می‌کند، زمانی که فرزندان پیجین زبانان اکتسابی آن را به عنوان زبان مادری خود یادمی‌گیرند و از آن استفاده می‌کنند.